# Élections étatiques mexicaines de 2023
 (signalé en juillet 2025).
Si vous disposez d'ouvrages ou d'articles de référence ou si vous connaissez des sites web de qualité traitant du thème abordé ici, merci de compléter l'article en donnant les références utiles à sa vérifiabilité et en les liant à la section « Notes et références ».
- Archive Wikiwix
- Bing
- Cairn
- DuckDuckGo
- E. Universalis
- Gallica
- Google
- G. Books
- G. News
- G. Scholar
- Persée
- Qwant
- (zh) Baidu
- (ru) Yandex
- (wd) trouver des œuvres sur Wikidata

Les élections étatiques mexicaines de 2023 se déroulent le 4 juin 2023 et permettent le renouvellement du congrès étatique d'un état mexicain, tandis que deux d'entre eux renouvellent leurs gouverneurs. 

## Résultats

### Gouverneurs
| États    | Gouverneur sortant    | Parti | Parti | Gouverneur élu         | Parti | Parti  |
| -------- | --------------------- | ----- | ----- | ---------------------- | ----- | ------ |
| Coahuila | Miguel Riquelme Solís |       | PRI   | Manolo Jiménez Salinas |       | PRI    |
| Mexico   | Alfredo del Mazo Maza |       | PRI   | Delfina Gómez Álvarez  |       | MORENA |

### Congrès locaux
| États    | Parti sortant | Parti sortant                              | Parti vainqueur | Parti vainqueur                   |
| -------- | ------------- | ------------------------------------------ | --------------- | --------------------------------- |
| Coahuila |               | Parti révolutionnaire institutionnel (PRI) |                 | C'est pour Coahuila (PRI-PAN-PRD) |